# 金法旼
金 法旼（キム・ボンミン、朝鮮語: 김법민、1991年5月22日 - ）は、大韓民国のアーチェリー選手。
2012年ロンドンオリンピックにて男子団体戦で銅メダルを獲得した。

## 学歴
- セイル初等学校
- カルマ中学校
- 大田体育高等学校
- 培材大学校